# 동림산성
동림산성(東林山城)은 충청북도 청주시 옥산면 장동리, 동림리에 있는 산성이다. 2001년 12월 11일 청원군의 향토유적 성곽 다-10호로 지정되었다가, 2015년 4월 17일 청주시의 향토유적 제22호로 지정되었다.

## 개요
삼국시대 청주 서북쪽을 방어하기 위해 쌓여진 산성이다.

## 현지 안내문
동림산성은 해발 457m의 동림산 정상에 축조된 석축산성으로 청주시 옥산면과, 세종특별자치시 그리고 천안시에 걸쳐 있으며 남북으로 뻗은 능선과 북서쪽으로 분기한 지맥 및 그 사이의 2개의 계곡을 포위하여 쌓은 산정식 석성으로 둘레 819.5m의 비교적 큰 성이다.
남단의 망대 바로 북쪽 능선에서 지름 5m, 깊이 14m의 역원추형으로 파인 저수시설이 확인된 바 있고, 유물로는 백제계의 토기편과 통일신라~고려중기의 토기 및 기와편이 발견된다. 망대가 성의 남동단에 배치되어 있고, 동벽이 가장 험한 지형을 이룬데다 성벽 안쪽으로 1~2.4m를 삭평하여 도로로 이용한 흔적 등으로 보아 백제에 의해 처음 축성된 후, 고려시대까지 이용된 것으로 추정된다.

## 같이 보기
- 동림산